# 恒吉忠道
恒吉 忠道（つねよし ただみち、1861年7月14日（文久元年6月7日）- 1918年（大正7年）4月10日）は、日本の陸軍軍人。最終階級は陸軍少将。

## 経歴
伊予国（現愛媛県）出身。伊予松山藩士・恒吉忠吉の長男として生れる。陸軍幼年学校を経て、1882年（明治15年）12月、陸軍士官学校（旧5期）を卒業し歩兵少尉に任官して歩兵第8連隊付となる。1887年（明治20年）12月、陸軍大学校（3期）を首席で卒業した。
1888年（明治21年）12月、第4師団副官となり、参謀本部第1局出仕、陸軍戸山学校教官、ドイツ駐在、第4師団参謀、混成第11旅団参謀、参謀本部第1部員を務め、1896年（明治29年）11月、歩兵少佐に昇進し陸大教官に就任。1901年（明治34年）1月、参謀本部員となり、清国駐屯軍参謀、同軍参謀長を務め、同年11月、歩兵中佐に進んだ。
1902年（明治35年）5月、第10師団参謀長に就任し、清国駐屯軍司令部付（上海駐在）、参謀本部付、留守第8師団参謀長を務め、1904年（明治37年）7月、歩兵大佐に昇進。1905年（明治38年）5月、歩兵第2連隊長に発令され日露戦争に出征した。1907年（明治40年）11月、陸軍少将に進級し歩兵第12旅団長に就任。1911年（明治44年）9月、予備役に編入された。

## 栄典
- 1902年（明治35年）2月20日 - 正六位[6]

## 親族
- 長女 ヤス（日野熊蔵歩兵中佐の妻）[5]
- 正岡律（先妻、正岡子規の妹）